# Eberswind
Eberswind est le premier abbé de Niederaltaich.  On lui attribue la rédaction de la Lex Baiuvariorum.

## Sources
- (de) Cet article est partiellement ou en totalité issu de l’article de Wikipédia en allemand intitulé « Kloster_Niederaltaich » (voir la liste des auteurs).